# Presidenti del Consiglio dei ministri del Regno di Sardegna
Elenco dei presidenti del Consiglio dei ministri del Regno di Sardegna dal 1848, anno di introduzione dello Statuto Albertino, fino al 1861, data della proclamazione del Regno d'Italia.
In precedenza, dalla nascita del Regno di Sardegna nel 1720, tale figura fu denominata Gran cancelliere, poi primo segretario di Stato e, infine, presidente del consiglio dei ministri.

## Cronotassi

### Dal 1730 al 1793
| N. | Gran cancelliere          | Gran cancelliere               | Mandato           | Mandato          | Monarca                                |
| -- | ------------------------- | ------------------------------ | ----------------- | ---------------- | -------------------------------------- |
| 1º |                           | Giovanni Cristoforo Zoppi      | 20 settembre 1730 | 23 febbraio 1740 | Carlo Emanuele III                     |
| 2º |                           | Carlo Vincenzo Ferrero d'Ormea | 12 febbraio 1742  | 29 maggio 1745   | Carlo Emanuele III                     |
| N. | Primo segretario di Stato | Primo segretario di Stato      | Mandato           | Mandato          | Monarca                                |
| 1º |                           | Giuseppe Osorio Alarcòn        | 1756              | 9 giugno 1763    | Carlo Emanuele III                     |
| N. | Gran cancelliere          | Gran cancelliere               | Mandato           | Mandato          | Monarca                                |
| 1º |                           | Carlo Luigi Caissotti          | 26 settembre 1768 | 7 aprile 1779    | Carlo Emanuele III Vittorio Amedeo III |
| 2º |                           | Giuseppe Ignazio Corte         | 22 maggio 1789    | 1793             | Vittorio Amedeo III                    |

### Dal 1848 al 1861
| N.   | Presidente del Consiglio | Presidente del Consiglio | Presidente del Consiglio       | Mandato                        | Mandato                    | Collocazione politica | Governo        | Legislatura  | Elezioni    | Capo di Stato        |
| ---- | ------------------------ | ------------------------ | ------------------------------ | ------------------------------ | -------------------------- | --------------------- | -------------- | ------------ | ----------- | -------------------- |
| 1º   |                          |                          | Cesare Balbo                   | 16 marzo 1848                  | 27 luglio 1848             | Destra storica        | Balbo          | I            | 1848        | Carlo Alberto        |
| 2º   |                          |                          | Gabrio Casati                  | 27 luglio 1848                 | 15 agosto 1848             | Destra storica        | Casati         | I            | 1848        | Carlo Alberto        |
| 3º   |                          |                          | Cesare Alfieri di Sostegno     | 15 agosto 1848                 | 11 ottobre 1848            | Destra storica        | Alfieri        | I            | 1848        | Carlo Alberto        |
| 4º   |                          |                          | Ettore Perrone                 | 11 ottobre 1848                | 16 dicembre 1848           | Militare              | Perrone        | I            | 1848        | Carlo Alberto        |
| 5º   |                          |                          | Vincenzo Gioberti              | 16 dicembre 1848               | 21 febbraio 1849           | Destra storica        | Gioberti       | I            | 1848        | Carlo Alberto        |
| 5º   | II                       | gennaio 1849             | Vincenzo Gioberti              | 16 dicembre 1848               | 21 febbraio 1849           | Destra storica        | Gioberti       |              |             | Carlo Alberto        |
| 6º   | II                       | gennaio 1849             |                                |                                | Agostino Chiodo            | 21 febbraio 1849      | 27 marzo 1849  | Militare     | Chiodo      | Carlo Alberto        |
| 7°   | II                       | gennaio 1849             |                                |                                | Claudio Gabriele de Launay | 27 marzo 1849         | 7 maggio 1849  | Militare     | De Launay   | Vittorio Emanuele II |
| 8°   |                          |                          | Massimo d'Azeglio              | 7 maggio 1849                  | 21 maggio 1852             | Destra storica        | D'Azeglio I    | III          | luglio 1849 | Vittorio Emanuele II |
| 8°   | IV                       | dicembre 1849            | Massimo d'Azeglio              | 7 maggio 1849                  | 21 maggio 1852             | Destra storica        | D'Azeglio I    |              |             | Vittorio Emanuele II |
| 8°   | IV                       | dicembre 1849            | Massimo d'Azeglio              | 21 maggio 1852                 | 4 novembre 1852            | Destra storica        | D'Azeglio II   |              |             | Vittorio Emanuele II |
| 9°   |                          | dicembre 1849            |                                | Camillo Benso, conte di Cavour | 4 novembre 1852            | 4 maggio 1855         | Destra storica | Cavour I     | IV, V       | Vittorio Emanuele II |
| 9°   | 1853                     |                          |                                | Camillo Benso, conte di Cavour | 4 novembre 1852            | 4 maggio 1855         | Destra storica | Cavour I     | IV, V       | Vittorio Emanuele II |
| 9°   | 4 maggio 1855            | 19 luglio 1859           | Cavour II                      | Camillo Benso, conte di Cavour | V, VI                      | 1857                  | Destra storica |              |             | Vittorio Emanuele II |
| 10°  |                          |                          | Alfonso La Marmora             | 19 luglio 1859                 | 21 gennaio 1860            | 1857                  | Militare       | La Marmora I | VI          | Vittorio Emanuele II |
| (9°) |                          |                          | Camillo Benso, conte di Cavour | 21 gennaio 1860                | 23 marzo 1861              | Destra storica        | Cavour III     | VII, VIII    | 1860, 1861  | Vittorio Emanuele II |